# Дріс Ваутерс
Дріс Ва́утерс (нід. Dries Wouters, нар. 28 січня 1997, Тонгерен, Бельгія) — бельгійський футболіст, центральний захисник німецького клубу «Шальке 04». На умовах оренди грає за «Мехелен».

## Ігрова кар'єра

### Клубна
Дріс Ваутерс є вихованцем клубу «Генк», в якому почав грати ще у віці дев'яти років. Свій перший матч в основі клубу Дріс зіграв у травні 2015 року. Провів в основній команді рідного клубу сім сезонів, проте так і не зміг закріпитися у стартовому складі.
У липні 2021 року уклав контракт з німецьким «Шальке 04», який саме понизився у класі до Другої Бундесліги.

### Збірна
З 2012 року Дріс Воутерс постійний гравець основи юнацьких та молодіжної збірних Бельгії.

## Досягнення
- Чемпіон Бельгії (1):

«Генк»: 2018-19
- Володар Суперкубка Бельгії (1):

«Генк»: 2019
- Володар Кубка Бельгії (1):

«Генк»: 2020-21